# ستيفان دياغانا
ستيفان دياغانا (بالفرنسية: Stéphane Diagana)‏ مواليد 23 يوليو 1969، هو عداء فرنسي متخصص في 400 متر حواجز. شارك في دورة الألعاب الأولمبية. فاز بالميدالية الذهبية في بطولة العالم لألعاب القوى.

## الميداليات
| الميدالية | المسابقة                                    |
| --------- | ------------------------------------------- |
| ذهبية     | بطولة العالم لألعاب القوى 1997              |
| ذهبية     | بطولة العالم لألعاب القوى 2003              |
| فضية      | بطولة العالم لألعاب القوى 1999              |
| برونزية   | بطولة العالم لألعاب القوى 1995              |
| ذهبية     | بطولة أوروبا لألعاب القوى 2002              |
| فضية      | بطولة أوروبا لألعاب القوى 1994              |
| برونزية   | بطولة أوروبا لألعاب القوى 1994              |
| فضية      | بطولة أوروبا لألعاب القوى داخل الصالات 2002 |

## روابط خارجية
- ستيفان دياغانا على موقع IMDb (الإنجليزية)

- ستيفان دياغانا على موقع الاتحاد الدولي لألعاب القوى (الإنجليزية)
- ستيفان دياغانا على موقع الاتحاد الفرنسي لألعاب القوى (الفرنسية)
- ستيفان دياغانا على موقع اللجنة الأولمبية الدولية (الإنجليزية)
- ستيفان دياغانا على موقع أوليمبيديا (الإنجليزية)